# 约瑟夫·耶利内克
约瑟夫·耶利内克（捷克語：Josef Jelínek，1941年1月9日—2024年11月29日），捷克男子足球运动员，司职前锋。他曾代表捷克斯洛伐克国家队参加1962年国际足联世界杯，结果队伍获得亚军。